# European Volleyball League 2017 (damer)
European Volleyball League 2017 var den nionde upplagan av European Volleyball League med tolv deltagande landslag från CEVs medlemsländer (Europa). Tävlingen genomfördes mellan 9 juni och 2 juli 2017. Ukraina, som deltog för första gången, vann tävlingen genom att  i finalen slå Finland.

## Lag
| Grupp A   | Grupp B    | Grupp C   |
| --------- | ---------- | --------- |
| Albanien  | Frankrike  | Spanien   |
| Österrike | Georgien   | Portugal  |
| Belarus   | Montenegro | Slovakien |
| Finland   | Ukraina    | Sverige   |

## Gruppspelsrundan
- Alla tider är lokala.

### Grupp A
|  | Kvalificerade för finalspel |

| # | Lag       | Matcher | Matcher | Poäng | Set | Set | Set   | Bollpoäng | Bollpoäng | Bollpoäng |
| # | Lag       | V       | F       | Poäng | V   | F   | Kvot  | V         | F         | Kvot      |
| - | --------- | ------- | ------- | ----- | --- | --- | ----- | --------- | --------- | --------- |
| 1 | Finland   | 6       | 0       | 18    | 18  | 0   |       | 452       | 358       | 1,263     |
| 2 | Belarus   | 3       | 3       | 9     | 10  | 9   | 1,111 | 438       | 389       | 1,126     |
| 3 | Albanien  | 2       | 4       | 6     | 7   | 14  | 0,500 | 449       | 496       | 0,905     |
| 4 | Österrike | 1       | 5       | 3     | 4   | 16  | 0,250 | 379       | 475       | 0,798     |

#### Vecka 1
- Arena:  Tirana Olympic Park, Tirana, Albanien

| Datum  | Tid   |           | Resultat |           | Set 1 | Set 2 | Set 3 | Set 4 | Set 5 | Totalt | Rapport |
| ------ | ----- | --------- | -------- | --------- | ----- | ----- | ----- | ----- | ----- | ------ | ------- |
| 9 jun  | 15:00 | Österrike | 0–3      | Belarus   | 12–25 | 13–25 | 22–25 |       |       | 47–75  |         |
| 9 jun  | 18:00 | Albanien  | 0–3      | Finland   | 15–25 | 20–25 | 22–25 |       |       | 57–75  | rapport |
| 10 jun | 15:00 | Belarus   | 0–3      | Finland   | 20–25 | 15–25 | 15–25 |       |       | 50–75  | rapport |
| 10 jun | 18:00 | Österrike | 1–3      | Albanien  | 18–25 | 25–20 | 19–25 | 22–25 |       | 84–95  | rapport |
| 11 jun | 15:00 | Finland   | 3–0      | Österrike | 25–17 | 25–19 | 25–20 |       |       | 75–56  | rapport |
| 11 jun | 18:00 | Belarus   | 1–3      | Albanien  | 25–22 | 22–25 | 24–26 | 23–25 |       | 94–98  | rapport |

#### Vecka 2
- Arena:  Chizhovka-Arena, Minsk, Belarus

| Datum  | Tid   |           | Resultat |           | Set 1 | Set 2 | Set 3 | Set 4 | Set 5 | Totalt | Rapport |
| ------ | ----- | --------- | -------- | --------- | ----- | ----- | ----- | ----- | ----- | ------ | ------- |
| 16 jun | 15:30 | Albanien  | 0–3      | Finland   | 19–25 | 23–25 | 20–25 |       |       | 62–75  | rapport |
| 16 jun | 18:00 | Belarus   | 3–0      | Österrike | 25–8  | 25–7  | 25–20 |       |       | 75–35  | rapport |
| 17 jun | 15:30 | Finland   | 3–0      | Österrike | 25–23 | 25–22 | 25–19 |       |       | 75–64  | rapport |
| 17 jun | 18:00 | Albanien  | 0–3      | Belarus   | 22–25 | 12–25 | 23–25 |       |       | 57–75  | rapport |
| 18 jun | 15:30 | Österrike | 3–1      | Albanien  | 25–16 | 25–16 | 18–25 | 25–23 |       | 93–80  | rapport |
| 18 jun | 18:00 | Finland   | 3–0      | Belarus   | 25–21 | 25–23 | 27–25 |       |       | 77–69  | rapport |

### Grupp B
| # | Lag        | Matcher | Matcher | Poäng | Set | Set | Set    | Bollpoäng | Bollpoäng | Bollpoäng |
| # | Lag        | V       | F       | Poäng | V   | F   | Kvot   | V         | F         | Kvot      |
| - | ---------- | ------- | ------- | ----- | --- | --- | ------ | --------- | --------- | --------- |
| 1 | Ukraina    | 6       | 0       | 18    | 18  | 1   | 18,000 | 468       | 307       | 1,524     |
| 2 | Frankrike  | 4       | 2       | 12    | 13  | 8   | 1,625  | 473       | 460       | 1,028     |
| 3 | Montenegro | 2       | 4       | 6     | 8   | 13  | 0,615  | 439       | 488       | 0,900     |
| 4 | Georgien   | 0       | 6       | 0     | 1   | 18  | 0,056  | 343       | 468       | 0,733     |

#### Vecka 1
- Arena:  Tbilisi Sports Palace, Tbilisi, Georgien

| Datum  | Tid   |            | Resultat |            | Set 1 | Set 2 | Set 3 | Set 4 | Set 5 | Totalt | Rapport |
| ------ | ----- | ---------- | -------- | ---------- | ----- | ----- | ----- | ----- | ----- | ------ | ------- |
| 16 jun | 16:00 | Montenegro | 0–3      | Ukraina    | 17–25 | 20–25 | 14–25 |       |       | 51–75  | rapport |
| 16 jun | 18:30 | Georgien   | 0–3      | Frankrike  | 20–25 | 11–25 | 21–25 |       |       | 52–75  | rapport |
| 17 jun | 16:00 | Ukraina    | 3–0      | Frankrike  | 25–23 | 25–14 | 25–17 |       |       | 75–54  | rapport |
| 17 jun | 18:30 | Montenegro | 3–1      | Georgien   | 18–25 | 25–21 | 25–16 | 25–18 |       | 93–80  | rapport |
| 18 jun | 16:00 | Frankrike  | 3–1      | Montenegro | 28–26 | 25–17 | 24–26 | 25–18 |       | 102–87 | rapport |
| 18 jun | 18:30 | Ukraina    | 3–0      | Georgien   | 25–12 | 25–21 | 25–20 |       |       | 75–53  | rapport |

#### Vecka 2
- Arena:  Salle Sportive Métropolitaine, Rezé, Frankrike

| Datum  | Tid   |            | Resultat |            | Set 1 | Set 2 | Set 3 | Set 4 | Set 5 | Totalt | Rapport |
| ------ | ----- | ---------- | -------- | ---------- | ----- | ----- | ----- | ----- | ----- | ------ | ------- |
| 23 jun | 16:00 | Montenegro | 0–3      | Ukraina    | 11–25 | 12–25 | 15–25 |       |       | 38–75  | rapport |
| 23 jun | 20:00 | Frankrike  | 3–0      | Georgien   | 25–21 | 25–20 | 25–17 |       |       | 75–58  | rapport |
| 24 jun | 16:00 | Ukraina    | 3–0      | Georgien   | 25–16 | 25–15 | 25–14 |       |       | 75–45  | rapport |
| 24 jun | 19:00 | Montenegro | 1–3      | Frankrike  | 21–25 | 27–25 | 23–25 | 24–26 |       | 95–101 | rapport |
| 25 jun | 16:00 | Georgien   | 0–3      | Montenegro | 18–25 | 20–25 | 17–25 |       |       | 55–75  |         |
| 25 jun | 19:00 | Ukraina    | 3–1      | Frankrike  | 25–13 | 18–25 | 25–14 | 25–14 |       | 93–66  | rapport |

### Grupp C
| # | Lag       | Matcher | Matcher | Poäng | Set | Set | Set   | Bollpoäng | Bollpoäng | Bollpoäng |
| # | Lag       | V       | F       | Poäng | V   | F   | Kvot  | V         | F         | Kvot      |
| - | --------- | ------- | ------- | ----- | --- | --- | ----- | --------- | --------- | --------- |
| 1 | Spanien   | 5       | 1       | 16    | 17  | 5   | 3,400 | 528       | 444       | 1,189     |
| 2 | Slovakien | 4       | 2       | 12    | 12  | 7   | 1,714 | 439       | 385       | 1,140     |
| 3 | Portugal  | 2       | 4       | 6     | 8   | 13  | 0,615 | 466       | 494       | 0,943     |
| 4 | Sverige   | 1       | 5       | 2     | 5   | 17  | 0,294 | 421       | 531       | 0,793     |

#### Vecka 1
- Arena:  Polideportivo Huerta del Rey, Valladolid, Spanien

| Datum  | Tid   |           | Resultat |           | Set 1 | Set 2 | Set 3 | Set 4 | Set 5 | Totalt | Rapport |
| ------ | ----- | --------- | -------- | --------- | ----- | ----- | ----- | ----- | ----- | ------ | ------- |
| 9 jun  | 17:00 | Portugal  | 0–3      | Slovakien | 18–25 | 20–25 | 20–25 |       |       | 58–75  | rapport |
| 9 jun  | 20:00 | Spanien   | 3–1      | Sverige   | 25–17 | 25–13 | 22–25 | 25–19 |       | 97–74  | rapport |
| 10 jun | 17:00 | Slovakien | 3–0      | Sverige   | 25–15 | 25–11 | 25–18 |       |       | 75–44  | rapport |
| 10 jun | 20:00 | Portugal  | 1–3      | Spanien   | 25–19 | 22–25 | 23–25 | 25–27 |       | 95–96  | rapport |
| 11 jun | 17:00 | Sverige   | 1–3      | Portugal  | 16–25 | 25–19 | 21–25 | 23–25 |       | 85–94  | rapport |
| 11 jun | 20:00 | Slovakien | 0–3      | Spanien   | 20–25 | 19–25 | 24–26 |       |       | 63–76  | rapport |

#### Vecka 2
- Arena:  Centro de Desportos e Congressos, Matosinhos, Portugal

| Datum  | Tid   |           | Resultat |           | Set 1 | Set 2 | Set 3 | Set 4 | Set 5 | Totalt  | Rapport |
| ------ | ----- | --------- | -------- | --------- | ----- | ----- | ----- | ----- | ----- | ------- | ------- |
| 16 jun | 16:00 | Slovakien | 0–3      | Spanien   | 21–25 | 13–25 | 23–25 |       |       | 57–75   | rapport |
| 16 jun | 19:00 | Portugal  | 3–0      | Sverige   | 25–17 | 31–29 | 25–23 |       |       | 81–69   | rapport |
| 17 jun | 15:00 | Spanien   | 2–3      | Sverige   | 25–15 | 24–26 | 25–21 | 22–25 | 13–15 | 109–102 | rapport |
| 17 jun | 18:00 | Slovakien | 3–1      | Portugal  | 25–21 | 19–25 | 25–19 | 25–20 |       | 94–85   | rapport |
| 18 jun | 15:00 | Sverige   | 0–3      | Slovakien | 12–25 | 16–25 | 19–25 |       |       | 47–75   | rapport |
| 18 jun | 18:00 | Spanien   | 3–0      | Portugal  | 25–13 | 25–20 | 25–20 |       |       | 75–53   | rapport |

## Finalspel
Vinnaren i varje grupp samt den bäst placerade tvåan gick vidare till finalspel.
Kvalificerade lag
- Finland
- Ukraina
- Spanien
- Slovakien

### Spelschema
- Alla tider är lokala

|  | Semifinal | Semifinal | Semifinal | Semifinal | Semifinal |   |    | Final   | Final | Final | Final | Final |
|  |           |           |           |           |           |   |    |         |       |       |       |       |
|  | A1        | Finland   | 3         | 3         | 5         |   |    |         |       |       |       |       |
|  | C2        | Slovakien | 2         | 0         | 1         |   |    |         |       |       |       |       |
|  |           |           |           |           |           |   | A1 | Finland | 1     | 1     | 0     |       |
|  |           | B1        | Ukraina   | 3         | 3         | 6 |    |         |       |       |       |       |
|  | C1        | Spanien   | 1         | 3         | 2         |   |    |         |       |       |       |       |
|  | B1        | Ukraina   | 3         | 2         | 4         |   |    |         |       |       |       |       |

### Semifinal
Match 1
| Datum  | Tid   |           | Resultat |         | Set 1 | Set 2 | Set 3 | Set 4 | Set 5 | Totalt  | Rapport |
| ------ | ----- | --------- | -------- | ------- | ----- | ----- | ----- | ----- | ----- | ------- | ------- |
| 28 jun | 18:00 | Slovakien | 2–3      | Finland | 23–25 | 25–15 | 25–20 | 17–25 | 12–15 | 102–100 | rapport |
| 28 jun | 19:00 | Ukraina   | 3–1      | Spanien | 25–19 | 25–21 | 24–26 | 25–21 |       | 99–87   | rapport |

Match 2
| Datum | Tid   |         | Resultat |           | Set 1 | Set 2 | Set 3 | Set 4 | Set 5 | Totalt | Rapport |
| ----- | ----- | ------- | -------- | --------- | ----- | ----- | ----- | ----- | ----- | ------ | ------- |
| 2 Jul | 17:00 | Finland | 3–0      | Slovakien | 25–16 | 25–18 | 25–21 |       |       | 75–55  | rapport |
| 2 Jul | 20:00 | Spanien | 3–2      | Ukraina   | 22–25 | 25–23 | 23–25 | 25–20 | 15–5  | 110–98 | rapport |

### Final
| Datum | Tid   |         | Resultat |         | Set 1 | Set 2 | Set 3 | Set 4 | Set 5 | Totalt | Rapport |
| ----- | ----- | ------- | -------- | ------- | ----- | ----- | ----- | ----- | ----- | ------ | ------- |
| 5 Jul | 18:30 | Finland | 1–3      | Ukraina | 20–25 | 27–29 | 25–22 | 11–25 |       | 83–101 | rapport |
| 9 Jul | 19:00 | Ukraina | 3–1      | Finland | 17–25 | 25–23 | 27–25 | 25–16 |       | 94–89  | rapport |

## Slutställning
| Rank | Lag        |
| ---- | ---------- |
| 1    | Ukraina    |
| 2    | Finland    |
| 3    | Slovakien  |
| 3    | Spanien    |
| 5    | Frankrike  |
| 6    | Belarus    |
| 7    | Portugal   |
| 8    | Montenegro |
| 9    | Albanien   |
| 10   | Österrike  |
| 11   | Sverige    |
| 12   | Georgien   |

| European Volleyball League 2017 |
| ------------------------------- |
| Ukraina Första titeln           |

| Spelartrupp för tävlingen |
| Dehtiarova, Trusjkina, Denysova, Chernukha, Herasymova, Stepanjuk, Stepanchuk, Novgorodchenko, Njemtseva, Yatskiv, Kodola, Dorsman, Karpets |
| Förbundskapten |
| Garij Jegiazarov |

## Individuella utmärkelser
- Mest värdefulla spelare:  Anna Stepanjuk